# Harriman (Nova York)
Harriman és una població dels Estats Units a l'estat de Nova York. Segons el cens del 2000 tenia 2.252 habitants.

## Demografia
Segons el cens del 2000, Harriman tenia 2.252 habitants, 927 habitatges, i 588 famílies. La densitat de població era de 887,2 habitants/km².
Dels 927 habitatges en un 35,6% hi vivien nens de menys de 18 anys, en un 46,8% hi vivien parelles casades, en un 12,2% dones solteres, i en un 36,5% no eren unitats familiars. En el 29,9% dels habitatges hi vivien persones soles el 10% de les quals corresponia a persones de 65 anys o més que vivien soles. El nombre mitjà de persones vivint en cada habitatge era de 2,43 i el nombre mitjà de persones que vivien en cada família era de 3,1.
Per edats la població es repartia de la següent manera: un 26,2% tenia menys de 18 anys, un 5,9% entre 18 i 24, un 38,2% entre 25 i 44, un 19,9% de 45 a 60 i un 9,8% 65 anys o més.
L'edat mediana era de 35 anys. Per cada 100 dones de 18 o més anys hi havia 92,9 homes.
La renda mediana per habitatge era de 60.089 $ i la renda mediana per família de 63.631 $. Els homes tenien una renda mediana de 46.875 $ mentre que les dones 41.280 $. La renda per capita de la població era de 25.414 $. Entorn del 2,2% de les famílies i el 2,2% de la població estaven per davall del llindar de pobresa.